# Angra de Genebra

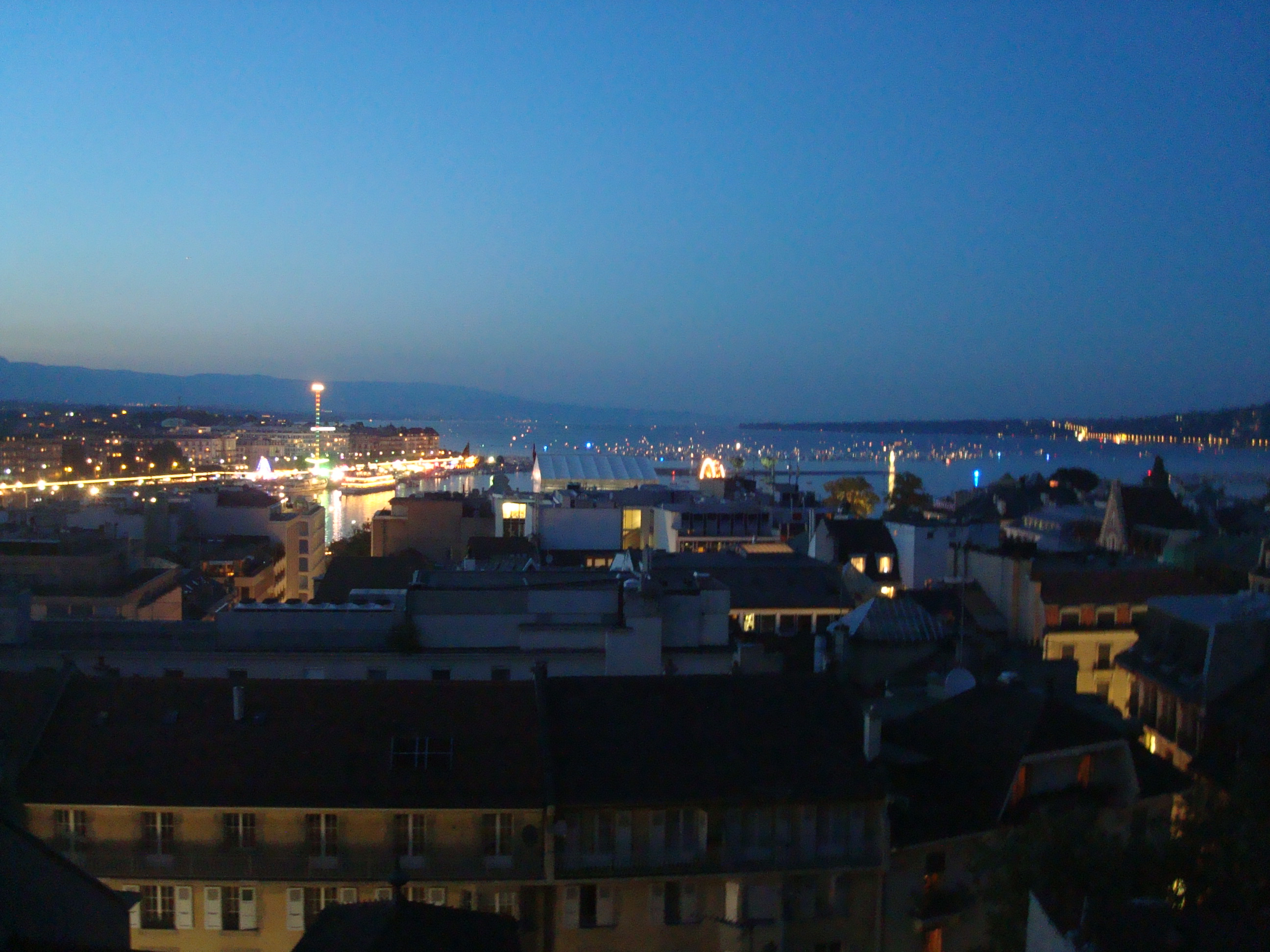
A angra de Genebra, à noite

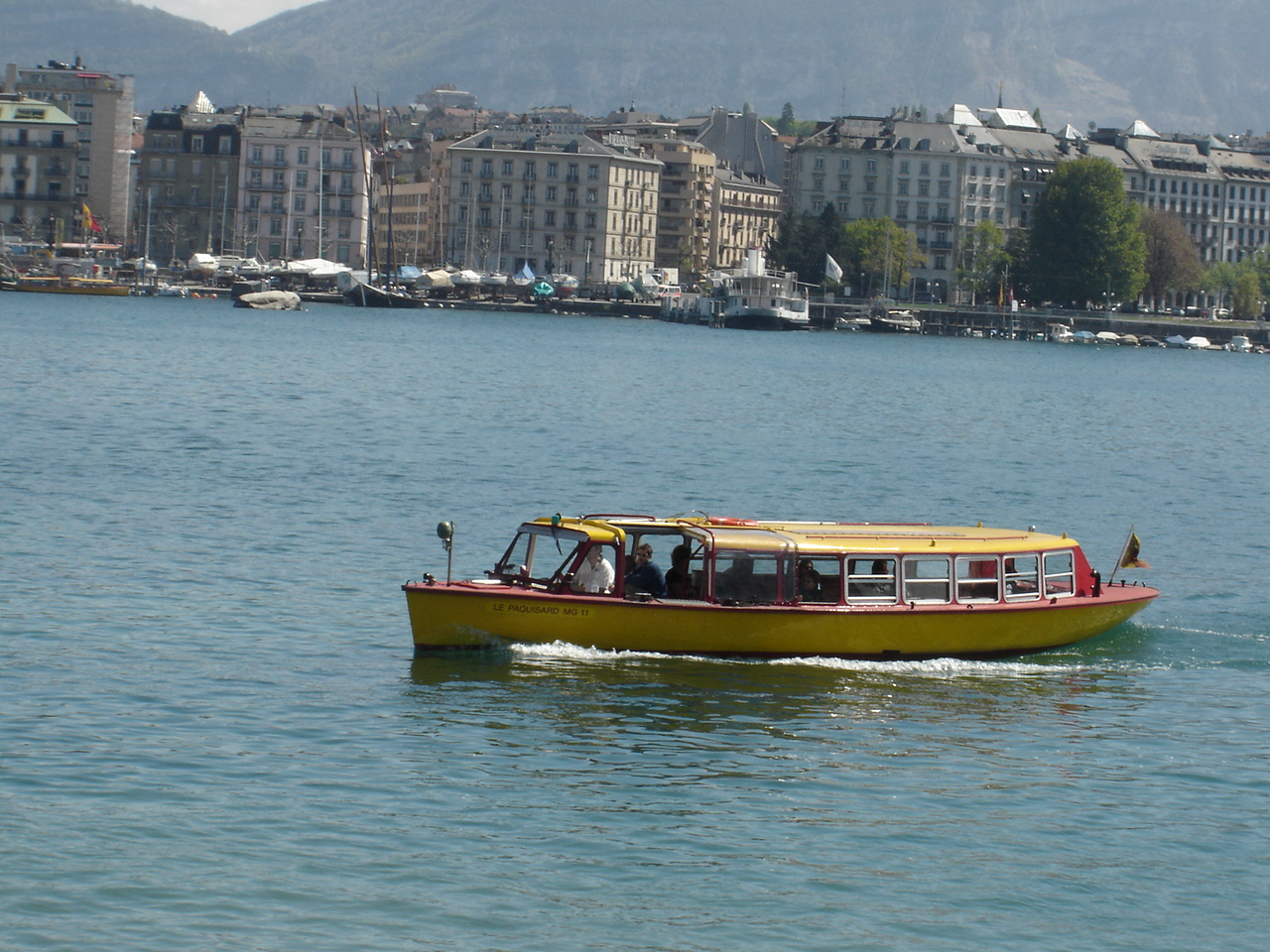
Uma mouette genevoise

A angra de Genebra (em francês, rade de Genève) concentra várias das atrações turísticas de  Genebra (Suíça), tais como o Monumento Brunswick, o Jet d'Eau, a Ponte do Monte Branco, o Jardim inglês - com o seu relógio florido -  e os banhos do Pâquis. Pode dizer-se que a angra de Genebra é o corpo do qual o Rio Ródano é  a espinha dorsal.
Um  píer possui na sua extremidade um farol branco atestando que se está mesmo numa angra .

## Navegação
A travessia da angra é servida pelas Mouettes genevoises, uma empresa pública de navegação lacustre que foi criada a 1º de março de 1897.
É junto ao cais em frente ao Monumento Brunswick que aportam os navios da Companhia Geral de Navegação (CGN) que com os seus navios da  La Belle Époque vogam no Lago Lemano.

## Vista Panorâmica
- Vista a 360° da angra de Genebra e dos banhos